# 格里萨山朝圣教堂
格里萨山朝圣教堂（德语：Wallfahrtskirche Monte Grisa）正式名称为天上母后国家朝圣所（義大利語：Santuario Nazionale a Maria Madre e Regina）,是一座罗马天主教朝圣教堂，位于的里雅斯特市以北的喀斯特高原边缘，米拉马雷城堡上方，海拔300米。它是一个最显眼的地标，许多人都能看到，但访问者很少。
该堂是由的里雅斯特及科佩尔主教安东尼奥·桑廷（自1938年5月16日起）倡议建造。1945年4月30日，桑廷目睹纳粹德国占领军与民族解放委员会之间的激战，发愿如果的里雅斯特能够免于彻底毁灭，他将要建造一座教堂。结果这座城市获救了，在1959年，桑廷获得教宗若望二十三世的许可，建造一座供奉圣母的朝圣教堂，作为和平与所有民族团结的象征。
该堂由安东尼奥·瓜奇教授根据桑廷的素描设计。这座三角形建筑采用字母M的形状，作为圣母玛利亚的象征。这座教堂建于1963年至1965年之间，1959年9月19日奠基了第一块石头。桑廷主教于1966年5月22日为教堂揭幕。1992年5月1日，教宗若望保禄二世访问该堂。2010年进行修复工程，因为混凝土发生了碱硅反应。